# ويليام بي. واشبورن
ويليام بي. واشبورن هو سياسي أمريكي، ولد في 31 يناير 1820 في Winchendon, Massachusetts ‏ في الولايات المتحدة، وتوفي في 5 أكتوبر 1887 في سبرينغفيلد في الولايات المتحدة. نشط حزبياً في الحزب الجمهوري.

## مناصب
- انتخب عضو مجلس ولاية ماساتشوستس ‏.
- انتخب عضو مجلس الشيوخ الأمريكي [الإنجليزية]‏ عن دائرة Massachusetts Class 1 senate seat ‏ وقد انضم خلال فترته النيابية [الإنجليزية]‏ (17 أبريل 1874 – 3 مارس 1875) للكتلة البرلمانية الحزب الجمهوري.
- انتخب حاكم ماساتشوستس [الإنجليزية]‏ (4 يناير 1872 – 29 أبريل 1874).
- انتخب عضو مجلس نواب ماساتشوستس ‏ (1853 – 1855).
- انتخب عضو مجلس النواب الأمريكي [الإنجليزية]‏ عن دائرة Massachusetts's 9th congressional district [الإنجليزية]‏ (4 مارس 1863 – 5 ديسمبر 1871).